# Toni Stanoeski
Toni Stanoeski (* 26. Juni 1993) ist ein nordmazedonischer Skilangläufer und Biathlet.

## Karriere
Toni Stanoeski, Zwillingsbruder von Tošo Stanoeski, startet für Olimpic Skii. Von 2010 bis 2017 startete er in internationalen Rennen im Skilanglauf, beginnend mit Rennen im Balkan Cup und FIS-Rennen. Erste internationale Meisterschaften wurden die Nordischen Skiweltmeisterschaften 2011 in Oslo, wo er als 115. in der Qualifikation für den Finaldurchgang im Freistil-Sprint scheiterte. Auch 2013 startete er im Fleimstal über 15 Kilometer Freistil und belegte Platz 130. Bei den Balkanmeisterschaften 2014 in Metsovo gewann er hinter Kleanthis Karamichas und Gjorgji Icoski im Freistil-Sprint sowie hinter Dimitrios Kyriazis und Gjorgji Icoski über 10 Kilometer Freistil jeweils die Bronzemedaillen. Im folgenden Jahr belegte er bei den Nordischen Skiweltmeisterschaften in Falun den 100. Platz über 15 km Freistil.
Auch im Biathlonsport tritt Stanoeski seit 2010 in internationalen Rennen an. In Nové Město na Moravě startete er im Rahmen der Juniorenrennen der Sommerbiathlon-Weltmeisterschaften 2010 erstmals bei internationalen Biathlon-Meisterschaften und gab zugleich sein internationales Debüt. Er wurde 27. des Sprints und 30. des Verfolgers. Seit 2010 nimmt er an Rennen des IBU-Cups teil. Sein erstes Einzel in Martell beendete er nicht, beim folgenden Sprint wurde er 160. Im weiteren Saisonverlauf erreichte er als 67. eines Sprints in Bansko seine bis heute gültige Bestleistung in einem Einzelrennen. Erste Meisterschaft bei den Männern wurden die Biathlon-Europameisterschaften 2015 in Otepää, wo Stanoeski 84. des Einzels, 93. des Sprints und mit Gjorgji Icoski, Sote Andreeski und seinem Bruder Tošo 21. im Staffelrennen wurde.

## Statistik

### Platzierungen im Biathlon-Weltcup
Die Tabelle zeigt alle Platzierungen (je nach Austragungsjahr einschließlich Olympische Spiele und Weltmeisterschaften).
- 1.–3. Platz: Anzahl der Podiumsplatzierungen
- Top 10: Anzahl der Platzierungen unter den ersten zehn (einschließlich Podium)
- Punkteränge: Anzahl der Platzierungen innerhalb der Punkteränge (einschließlich Podium und Top 10)
- Starts: Anzahl gelaufener Rennen in der jeweiligen Disziplin
- Staffel: inklusive Mixed- und Single-Mixed-Staffeln

| Platzierung         | Einzel | Sprint | Verfolgung | Massenstart | Staffel | Gesamt |
| ------------------- | ------ | ------ | ---------- | ----------- | ------- | ------ |
| 1. Platz            |        |        |            |             |         |        |
| 2. Platz            |        |        |            |             |         |        |
| 3. Platz            |        |        |            |             |         |        |
| Top 10              |        |        |            |             |         |        |
| Punkteränge         |        |        |            |             |         |        |
| Starts              | 1      | 1      |            |             |         | 2      |
| Stand: Karriereende |        |        |            |             |         |        |